# Monte Matto di Golla
Il monte Matto di Golla è una montagna alta 1941 m delle Prealpi Bergamasche, situata tra la Valle dell'Orso (laterale della Val del Riso) e il Monte Golla nel comune di Premolo in provincia di Bergamo.

## Accessi
Si può salire sulla vetta principalmente mediante due sentieri:
- Sentiero 262: Premolo - Baita Corna - Monte Golla - Matto di Golla;[1]
- Sentiero 263: Alpe Grina (Gorno) - Baita Foppelli - Rifugio Baita Golla - Monte Matto di Golla.